# Świecznik (dramat)

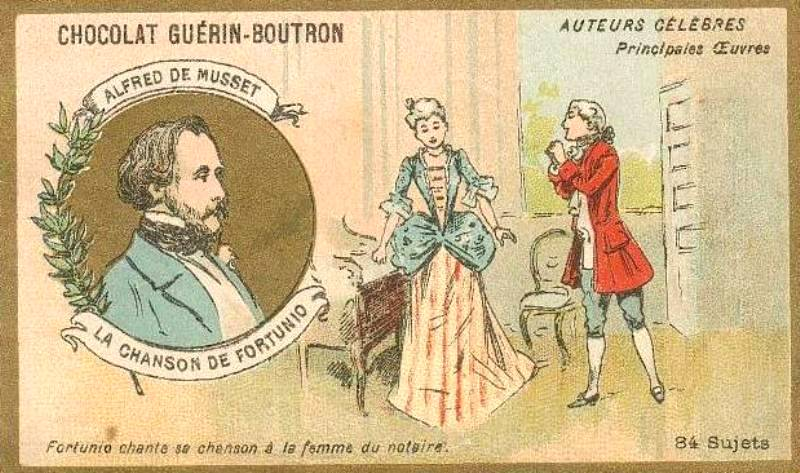
Bohaterowie Świecznika na ilustracji z końca XIX w.

Świecznik (fr. Le Chandelier) – dramat Alfreda de Musseta w trzech aktach ogłoszony w 1835 r.

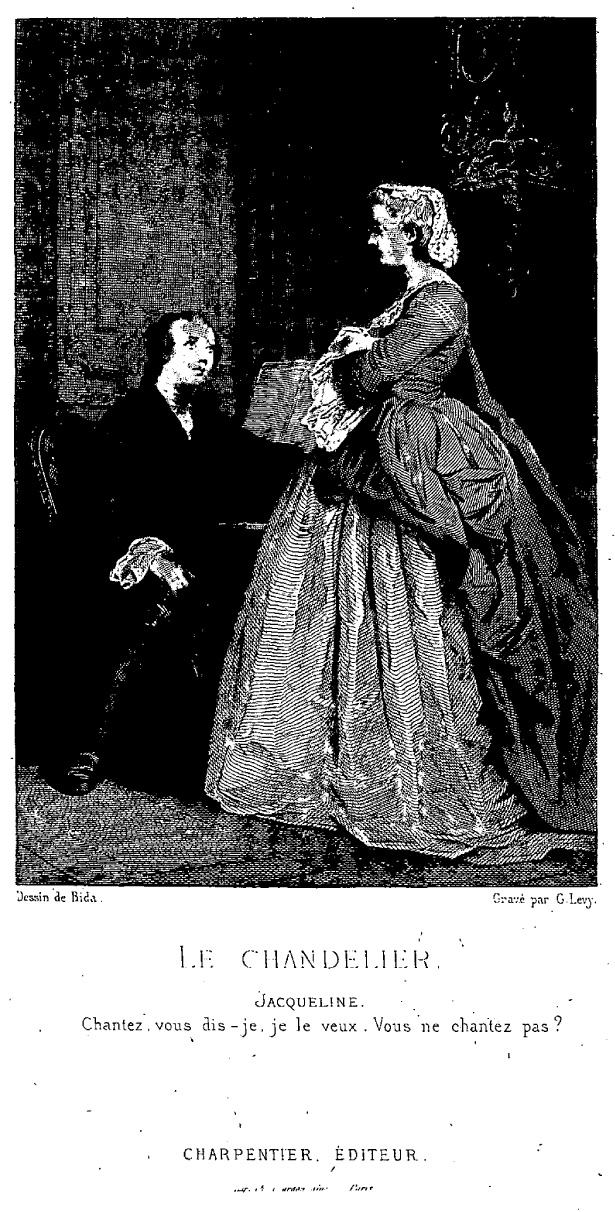
Bohaterowie Świecznika na ilustracji z 1888 r.

## Treść
Młoda i piękna Jacqueline romansuje z kapitanem Clavaroche za plecami męża (André), który jest już o krok od odkrycia jej zdrady. Kochankowie szukają sposobów, by odwrócić od siebie podejrzenia. Kapitan Clavaroche podsuwa pomysł, by posłużyć się „świecznikiem” , tj. innym mężczyzną, który będzie przyciągał wzrok zdradzanego męża. Jaqueline ma udawać żywe zainteresowanie tym mężczyzną, który w efekcie będzie uważnie obserwowany i śledzony przez André, podczas gdy prawdziwy kochanek, Clavaroche, będzie poza wszelkimi podejrzeniami. Do roli „świecznika” zostaje wybrany Fortunio, jeden z podwładnych jej męża, który przypadkowo również kocha się w Jacqueline. Skutek intrygi jest taki, że Jacqueline zaczyna odwzajemniać uczucie Fortunia, ku niezadowoleniu Clavaroche’a.

## Operetka

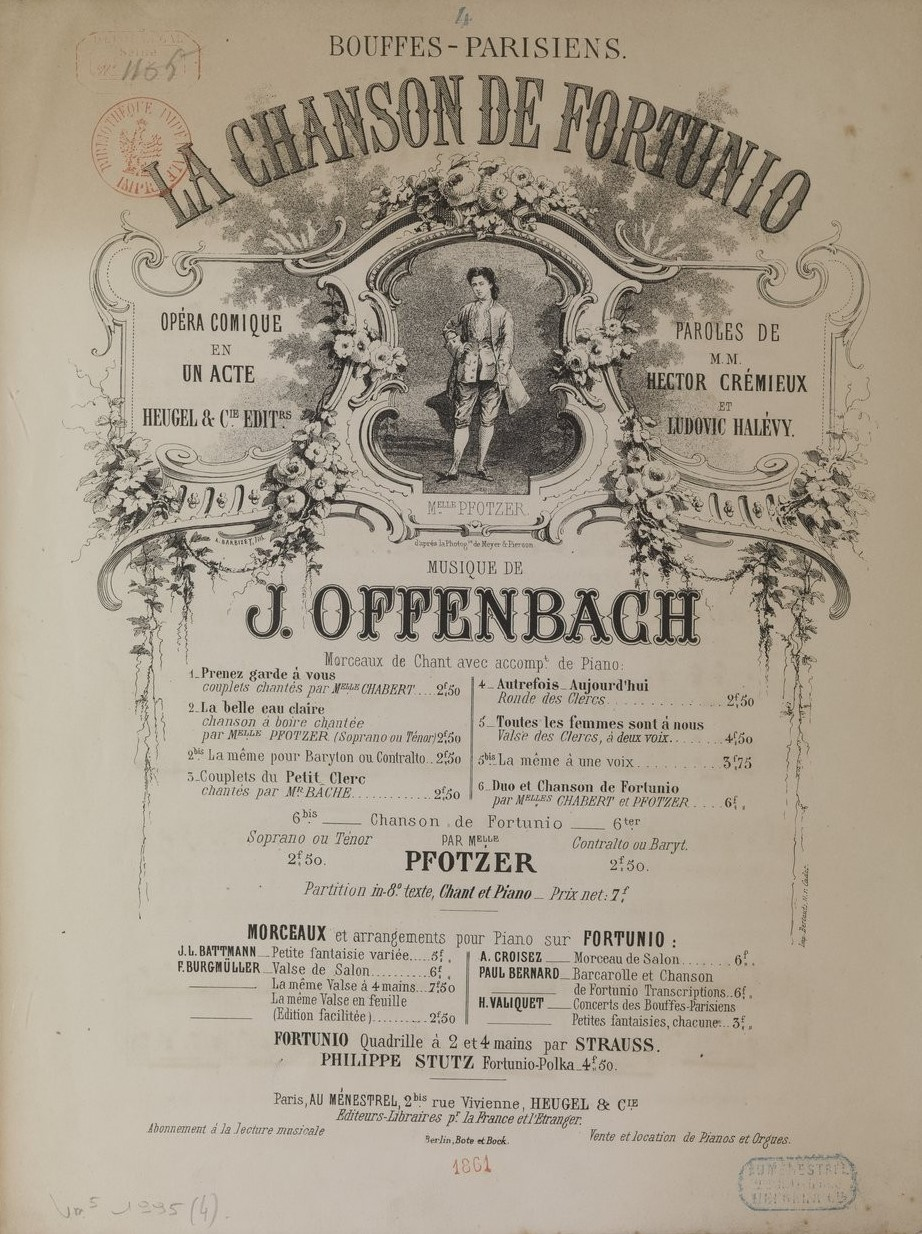
J. Offenbach, La Chanson de Fortunio - afisz teatralny (1861)

Na motywach utworu powstała operetka pt. La Chanson de Fortunio (1861, muzyka Jacques Offenbach, libretto Ludovic Halévy i Hector Crémieux). W wersji polskiej grano ją w Teatrze Wielkim w Warszawie pod tytułem Śpiewka pana Fortunata (1862).

## Opera
Na motywach utworu powstała opera pt. Fortunio (1907, muzyka André Messager, libretto Gaston Arman de Caillavet i Robert de Flers.

## Ekranizacje
- La Mésaventure du capitaine Clavaroche (1910, reż. André Calmettes)[3][4]
- Le Chandelier (1974, reż. Paul Blouin)
- Le Chandelier (1977, reż. Claude Santelli)[5]

## Świecznikw Polsce[6]

### Przekład
Utwór na język polski przełożył Tadeusz Boy-Żeleński.

### Inscenizacje (wybór)
- Teatr Miejski w Krakowie (1907)
- Teatr Narodowy w Warszawie (1926, reż. Teofil Trzciński)
- Teatr Nowy im. Heleny Modrzejewskiej w Poznaniu (1927, reż. Jan Kochanowicz)
- Teatr Miejski w Lublinie (1946, reż. Karol Borowski)
- Teatr im. Stefana Jaracza w Łodzi (1951, reż. Konrad Łaszewski)
- Teatr im. Aleksandra Fredry w Gnieźnie (1955, reż. Maria d'Alphonse)
- Teatr Dolnośląski w Jeleniej Górze (1956, reż. Maria Straszewska)
- Teatr Ziemi Mazowieckiej w Warszawie (1957, reż. Marian Wyrzykowski)
- Teatr im. Stefana Żeromskiego Kielce-Radom (1958, reż. Zdzisław Karczewski)
- Teatr Ziemi Opolskiej (1958, reż. Aleksander Długosz)
- Teatr Polski Bielsko-Cieszyn (1959, reż. Maria Tywonek)
- Bałtycki Teatr Dramatyczny im. Juliusza Słowackiego Koszalin-Słupsk (1959, reż. Joanna Kulmowa)
- Teatr Wybrzeże w Gdańsku (1960, reż. Aleksander Długosz)
- Teatr im. Aleksandra Węgierki w Białymstoku (1960, reż. Bronisław Kassowski)
- Teatr im. Stefana Jaracza Olsztyn-Elbląg (1962, reż. Marta Sobolewska)
- Stary Teatr im. Heleny Modrzejewskiej w Krakowie (1962, reż. Mieczysław Górkiewicz)
- Teatr Śląski im. Stanisława Wyspiańskiego w Katowicach (1962, reż. Lech Komarnicki)
- Teatr Polski w Warszawie (1964, reż. Mariusz Dmochowski)
- Teatr Polski w Bydgoszczy (1965, reż. Stefan Burczyk)
- Teatr Dramatyczny w Wałbrzychu (1966, reż. Leonia Jabłonkówna)
- Teatr Współczesny w Warszawie (1979, reż. Krzysztof Zaleski)
- Teatr Narodowy w Warszawie (1990, reż. Edward Myśka)
- Teatr Adekwatny w Warszawie (2004, reż. Henryk Boukołowski)

### Spektakl telewizyjny
W 1979 r. w Teatrze Telewizji wyemitowano spektakl. pt. Świecznik w reżyserii Olgi Lipińskiej.